# Abronia morenica
Abronia morenica (сьєрра-моренська абронія) — вид веретільницеподібних ящірок родини веретільницевих (Anguidae). Ендемік Мексики. Описаний у 2020 році.

## Поширення і екологія
Сьєрра-моренські абронії мешкають в горах Сьєрра-Мадре-де-Чіапас в штаті Чіапас на півдні Мексики. Вони живуть в хмарних лісах, на висоті від 1480 до 1800 м над рівнем моря, трапляються у більш посушлдивих лісах на нижніх схилах. Голотип знайдений у біосферному заповіднику Ла-Сепультура за 1 км на північний захід від гори Серро-Бола.